# Сипуха американська
Сипуха американська (Tyto furcata) — вид совоподібних птахів родини сипухових (Tytonidae). Традиційно розглядався як комплекс підвидів сипухи звичайної (Tyto alba), проте генетичні та морфологічні відмінності дозволяють виокремити цей вид.

## Поширення
Вид поширений в Північній та Південній Америці. Трапляється від південних регіонів Канади до півдня Аргентини та Чилі. Живе у різноманітних середовищах.

## Опис
Сови середнього розміру, завдовжки 34—38 см, вагою 311—700 г. Верхня частина тіла рудо-коричневого забарвлення з дрібними чорними цятками; нижня частина білого кольору з чіткими темними плямами. Лицьовий диск білий з коричневим краєм.. Ноги оперені, з довгими вигнутими темно-коричневими кігтями.

## Спосіб життя
Нічний птах. Полює на дрібних ссавців, плазунів, земноводних, птахів, великих комах. Вдень переховується у дуплах або в кронах дерев. Гнізда облаштовує у дуплах, щілинах скель, печерах, на горищах будинків. У кладці 4—8 яєць.